# Jean-Patrice Brosse
Pour les articles homonymes, voir brosse.
Jean-Patrice Brosse, né au Mans le 23 juin 1950 et mort à Saint-Ouen-de-Sécherouvre le 22 septembre 2021, est un claveciniste et organiste français.

## Biographie
Jean-Patrice Brosse suit progressivement une formation artistique complète aux conservatoires du Mans (clavecin avec Françoise Petit, orgue, musique de chambre, écriture, direction d’orchestre), de Paris, à l’Académie musicale Chigiana de Sienne, et à l’École nationale supérieure des beaux-arts de Paris (en architecture).
À vingt-trois ans, après une grande tournée de concerts de musique de chambre aux États-Unis et en Amérique du Sud, il devient organiste et claveciniste d’Ars Antiqua de Paris, de l’Ensemble polyphonique (direction Charles Ravier) et des Orchestres de la Radio, puis de l’Ensemble orchestral de Paris et de l’Orchestre de chambre de Toulouse (pour les enregistrements EMI). Il est alors le partenaire apprécié de grands interprètes comme Henryk Szeryng, Jean-Pierre Wallez, Jean-Pierre Rampal, Maurice André, Frédéric Lodéon, Arto Noras... et accompagne des chanteurs tels que Gundula Janowitz, Rita Streich, Hugues Cuénod, Isabel Garcisanz, Derek Lee Ragin, Michel Sénéchal ou Cécilia Bartoli...
Il collabore activement aux activités des Jeunesses musicales de France, pour lesquelles il donne de très nombreux concerts, et enregistre alors ses premiers disques en soliste : intégrales Henry Purcell, Clérambault et Jacques Duphly chez EMI, Sonates de Bach avec Jean-Pierre Wallez chez IPG (récemment rééditées chez Universal). Il joue les grandes œuvres orchestrales : concertos pour clavecin et pour orgue de Poulenc, Symphonie avec orgue de Camille Saint-Saëns, concertos de Manuel de Falla et de Frank Martin, Sonate d’église de Sauguet... avec les plus grands ensembles : Monte-Carlo, RAI, National et Philharmonique de Radio-France, des Pays de Loire, du Capitole..., sous la direction de Georges Prêtre (avec lequel il grave le Concert Champêtre de Poulenc pour EMI), Emmanuel Krivine, Jean-Pierre Marty, Marek Janowski, Michel Plasson... Henri Sauguet écrit à son intention sa Sonate d’Église (gravée chez Arion en présence du compositeur), Jean-Michel Damase ses Pastorales pour orgue, Joaquin Nin-Culmell sa Symphonie des Mystères...
Approfondissant l’étude des traités et des instruments baroques, il fonde le Concerto Rococo (avec Alice Piérot et Paul Carlioz), petite formation d’instruments anciens qui se consacre au répertoire du clavecin et de l’orgue concertants du XVIIIe siècle (Bach, Johann Schobert, Claude Balbastre, Michel Corrette, Mozart, Soler, Haydn...). Par ses recherches musicologiques, Jean-Patrice Brosse travaille également à la restitution d’offices religieux baroques alternant orgue et chant grégorien (Messe Agatange, Messe de Bordeaux, Vœu de Louis XIII...), et assure la révision d’œuvres anciennes aux Éditions J. M. Fuzeau (Johann Schobert, Antonio Soler...).
Récitaliste, concertiste, musicien de chambre, il est régulièrement l’invité des grands festivals français : La Chaise-Dieu, Sully, septembre musical de l’Orne, Saôu, Saint-Riquier, Lessay, les Nuits musicales du Suquet, Printemps des arts de Monte-Carlo, Prades, Centre baroque de Versailles, Orangerie de Sceaux, Avignon, Aix, Art sacré de Paris, Toulouse les Orgues, Printemps des Arts de Nantes, Radio-France-Montpellier, Albi, Nuits d’Uzès, Festival baroque de Pontoise, mai de Bordeaux, Saint-Lizier, Comminges, Maguelone, Déodat de Séverac à Saint-Félix-Lauragais, Bourges, La Rochelle, Dijon... Il s’est produit dans la plupart des pays d’Europe, aux États-Unis, en Amérique du Sud, en Extrême-Orient, dans le cadre de tournées - souvent illustrées de conférences et de master classes - ou de prestigieux festivals : Echternach, Bruxelles, Anvers, Francfort, Berlin, Dresde, Bonn, Düsseldorf, Amsterdam, Rotterdam, La Haye, Vienne, Budapest, Belgrade, Zagreb, Varsovie, Istanbul, Madrid, Milan, Naples, Hong-Kong..
Il a réalisé une série d’enregistrements consacrés aux clavecinistes parisiens du siècle des Lumières (Michel Corrette, Claude Balbastre, Armand-Louis Couperin, Joseph Nicolas Pancrace Royer, Simon Simon, Jacques Duphly...), parallèlement à l’ouvrage qu’il a écrit sur ce sujet, Le Clavecin des Lumières pour Bleu nuit éditeur. La richesse musicale et littéraire de cette époque lui a inspiré une évocation poétique, Le Soir des Lumières, qu’il partage sur scène avec la comédienne Françoise Fabian, ainsi qu’un concert-lecture Mozart et le clavecin des Lumières. Il a également composé, avec Marie-Christine Barrault, une série de spectacles poétiques et musicaux autour d’œuvres allant de la Renaissance jusqu’à nos jours. Avec Brigitte Fossey il joue un Concert des oiseaux mêlant La Fontaine et Couperin, et avec Robin Renucci Les derniers jours du Roi Soleil d’après les Mémoires de Saint-Simon avec des pièces d’orgue ou de clavecin des XVIIe et XVIIIe siècles.
Ses goûts éclectiques lui font par ailleurs aborder le répertoire de l’orgue romantique et contemporain. Cofondateur et directeur artistique du Festival du Comminges depuis 1975, il est professeur honoraire d’orgue baroque et de clavecin à l’École normale de musique de Paris.
L’esprit d’indépendance et le style très personnel de Jean-Patrice Brosse se reflètent dans ses écrits sur la musique et les beaux-arts, ainsi que dans la soixantaine d’enregistrements qu’il a réalisés pour EMI, Virgin, Universal, Arion, Vérany, Psalmus, dont l’originalité a été plusieurs fois soutenue par l’Adami et récompensée par des Grands Prix du disque et des nominations aux Victoires de la musique. Ses ouvrages Le Clavecin du Roi Soleil et Le Clavecin des Romantiques ont obtenu une aide du Centre national du livre.
Jean-Patrice Brosse est officier de l’Ordre des Arts et des Lettres.

## Discographie
Arion :
- Nicolas Lebègue :
  - Premier Livre d’orgue, 1981
  - Troisième livre d’orgue 2 CD, 1982
- L’Orgue français à la Renaissance : Machaut, Dufay, Costeley, Le Roy, Attaingnant, Gervaise, 1983
- Claude Balbastre : Noëls pour orgue, 1983
- Claude Balbastre : Pièces de clavecin en manuscrit : Romances, Pastorales, Chasse et Canonnade, 2007
- Mélodies espagnoles : Milan, Encina, Valderrabano, Fuenllana, Vasquez[Qui ?], Mison, Martin y Soler (avec Isabel Garcisanz) 1984
- Henri Sauguet : Sonate d’église (dir. J.W. Audoli), 1988
- Mozart : Sonates d’église (avec le Concerto Rococo), 2002

EMI :
- Louis-Nicolas Clérambault : L’œuvre d’orgue et de clavecin, 1978
- Henry Purcell : L’œuvre d’orgue et de clavecin 3 CD, 1979
- Jacques Duphly : L’œuvre de clavecin 3 CD, 1980
- Francis Poulenc : Concert Champêtre pour clavecin et orchestre (dir. Georges Prêtre), 1984

Saphir :
- Jean-Sébastien Bach : Toccatas, Fantaisies, Préludes et fugues, 2008
- Le Clavecin du Roi Soleil : Attaingnant, Mézangeau, Gaultier, Chabanceau, Denis, Richard, Chambonnières, Hardel, Lebègue, Couperin, D’Anglebert, Clérambault, Rameau, Marais, Jacquet, Marchand, 2011

Triton : 
- Claude Balbastre : Concerto pour orgue, Trios (Messe de Bordeaux) (avec le Chœur Vox Cantoris), 2007

Universal :
- Jean-Sébastien Bach : Les 6 Sonates violon et clavecin (avec Jean-Pierre Wallez), 2000

Verany :
- Batailles à Versailles : Byrd, Frescobaldi, Kerl, Kuhnau, Couperin, Dandrieu, 1986
- Le Concert des oiseaux à Versailles : Pasquini, Poglietti, Kerl, Couperin, Rameau, Dandrieu, 1986
- Le Clavecin au siècle de Louis XIV : Couperin, Lebègue, D’Anglebert, 1987
- Le Siècle d’or du clavecin : Couperin, Bach, Scarlatti, Dandrieu, Duphly, 1987
- Le Clavecin au siècle des Lumières : Duphly, Balbastre, Soler, Cimarosa, Mozart, Albeniz, 1987
- Le Clavecin à la fin de l’Ancien Régime : Mouchy, Balbastre, Dussek, Beauvarlet-Charpentier, Couperin, 1989
- Jean-Sébastien Bach : Les Concertos pour orgue, 1987
- Jean-Sébastien Bach : Toccatas, Préludes et fugues, Fantaisies, Chorals pour orgue, 1988
- Jean-Sébastien Bach : Clavierübung III,  1990
- Johann Schobert : Trios (avec le Concerto Rococo), 1991
- Johann Schobert : Quatuors (avec le Concerto Rococo), 1992
- Michel Corrette : Concertos pour orgue (avec le Concerto Rococo), 1993
- Jean-Sébastien Bach : Variations canoniques et Partitas pour orgue, 1993
- Claude Balbastre : Quatuors (avec le Concerto Rococo), 1994
- Jean-François Dandrieu : Messe et Vêpres de Pâques (Chœur grégorien de Paris), 1994
- François d’Agincourt : Messe de l’Assomption (avec le Chœur Antiphona), 1996
- Jean-François Dandrieu : Vêpres de l’Assomption (avec le Chœur Antiphona), 1996
- Mathieu Lanes : Messe Agatange (avec le Chœur Antiphona et le Concerto Rococo), 1998
- Antonio Soler : Quintettes pour clavecin et cordes (2 CD) (Concerto Rococo), 1999
- Claude Balbastre : Livre de clavecin, 1999
- Michel Corrette : Livre de clavecin, 2001
- Armand-Louis Couperin : Livre de clavecin, 2001
- Pancrace Royer : Livre de clavecin, 2003
- Jacques Duphly : Les quatre livres de clavecin, 2004
- Simon Simon : Livre de clavecin, 2006
- Claude Balbastre : Pièces de clavecin manuscrites, 2006
- Michel Corrette : Les Amusements de Parnasse II et III, 2007

Virgin :
- François Couperin : Messe des paroisses, messe des couvents 2 CD 1996

Psalmus :
- André Raison : Messes d’orgue des 3° et 8° tons 2009
- Pierre Attaingnant : Préludes, Motets, Magnificat (Avec Vox Cantoris) 2011
- Jean-Sébastien Bach : L’Art de la fugue 2015

## Éditions en fac-similé
- Johann Schobert : Sonates op.I, II, II, XVII (Fuzeau)
- Johann Schobert : Sonates en quatuor op. VII (Fuzeau)
- Antonio Soler : Les 6 Quintettes pour clavecin et cordes (Fuzeau)

## Études musicologiques
- Jean-Patrice Brosse, Le clavecin des Lumières, Paris, Bleu Nuit, coll. « Horizons », 2007, 176 p. (ISBN 2913575838)
- Jean-Patrice Brosse, Le clavecin du Roi Soleil, Paris, Bleu Nuit, coll. « Horizons », 2011, 176 p. (ISBN 978-2358840132)
- Jean-Patrice Brosse, Le clavecin des Romantiques, Paris, Bleu Nuit, coll. « Horizons », 2020, 176 p. (ISBN 978-2-35884-092-7)